# Calamagrostis villosa
Calamagrostis villosa là một loài thực vật có hoa trong họ Hòa thảo. Loài này được (Chaix) J.F.Gmel. mô tả khoa học đầu tiên năm 1791.